# قاریان هفتگانه
قاریان هفتگانه یا قراء سبعه، هفت تن از روخوانان سرشناس قرآن، کتاب مقدس اسلام بودند که در نیمهٔ سدهٔ دوم هجری قمری می‌زیستند. قرآن در زمان محمد و زمانی پس از مرگ او بدون حرکت‌گذاری بوده‌است؛ متخصصان علم لغت و ادب آنها را با قواعدی که در دست داشتند می‌خواندند و در میان آنها اختلاف وجود داشته‌است.
بعد از مرگ محمد، بعضی از صحابه مانند: ابن مسعود، اُبَیّ بن کعب، ابوموسی و … هر یک بر طبق ذوق خود مصحفی ترتیب دادند که از نظر ترتیب سوره‌ها و شیوهٔ قرائت با هم اختلاف داشتند. مردم نیز گروه‌گروه شدند و هر گروهی از یک صحابه تقلید کرده، بر طبق مصحف او قرائت می‌کردند.
این امر موجب شد، اختلافات بین مردم بالا بگیرد. به گونه‌ای که عده‌ای، قرائت عده‌ای دیگر را غلط بدانند. پس از یکی کردن مصاحف، اختلاف قرائت بیش‌تر به رسم‌الخط مصحف بازمی‌گردد. بعضی از حروف به گونه‌ای نوشته می‌شد که مشابه حروف دیگر بود و آموزش آن تنها به وسیلهٔ قاری ممکن بود. اجتهادهای شخصی قرّاء و لهجه‌های آنها نیز در کنار دیگر عوامل تأثیر می‌گذاشتند.

## قرائت‌های متواتر
قاریان هفتگانه از دستهٔ سوم قاریان قرآن در سده دوم هجری قمری بودند که میان مردم شهرت پیدا کردند و این شهرت باعث شد که دیگران را تحت‌الشعاع قرار بدهند. این هفت تن با این که روات بسیار داشتند ولی دو راوی از آن‌ها معروف شدند که عبارت‌اند از:
- ابن کثیر مکی: که راویانش قنبل و بزّی می‌باشند.
- نافع مدنی: راویانش قالون و ورش می‌باشند.
- عاصم کوفی: راویانش ابوبکر شعبة بن عیاش و حفص می‌باشند؛ و قرآنی که الآن در بین مردم دائر است مطابق قرائت عاصم است به روایت حفص.
- حمزه کوفی: راویانش خلف و خلاد هستند.
- کسایی کوفی: راویانش دوری و ابوالحارث هستند.
- ابوعمرو بن علاء بصری: روایانش دوری و السّوسی می‌باشند.
- ابن عامر: راویانش هشام و ابن ذکوان هستند.

از میان قرّاء سبعه پنج نفر اصالتاً ایرانی هستند و دو نفر عرب بوده‌اند.

## قرائت‌های آحاد
علاوه بر هفت نفر یاد شده، سه نفر دیگر که قرائتشان را بسیاری از علمای قرائت صحیح و متواتر دانسته‌اند، به آنان افزوده‌اند که آنان عبارتند از:
- یزید بن قیقاع مدنی، درگذشته به سال ۱۳۲ ه‍.ق راویانش عبارت بودند از: عیسی بن وردان و ابوالربیع سلیمان بن مسلم.
- یعقوب بن اسحاق حضرمی، متوفی به سال ۱۸۵ ه‍.ق راویانش عبارت بودند از: رویس (محمد متوکل) و روح بن عبدالمؤمن (عبدالمنعم).
- خلف بن هشام، درگذشته به سال ۲۲۹ ه‍.ق راویانش عبارت بودند از: اسحاق وراق و ادریس حداد.

## قرائت‌های شاذ
بعدها چهار نفر دیگر نیز بر شمارهٔ قاریان افزوده شد که قرائت این چهار نفر از قرائت‌های «شاذ» - نادر- بود که آنان عبارتند از:
- ابن محیصن: محمد بن عبدالرحمن معروف به ابن محیصن زاده ۱۲۳ هـ.ق
- حسن بصری: درگذشته سال ۱۱۰ هـ.ق
- یحیی بن مبارک یزیدی: درگذشت سال ۲۰۲ ه‍.ق
- اعمش: ابومحمد سلیمان بن مهران، معروف به اعمش؛ درگذشت ۱۴۸ هـ.ق

## روایت‌های چهارده‌گانه

عشقت رسد به فریاد ار خود به سان حافظ
قرآن ز بر بخوانی در چارده روایت

گویند حافظ شیرازی به هر چهارده روایت قرآن می‌خوانده ‌است.
هر یک از قرائت‌های هفتگانه شاگردان مشهور داشتند که قرائت آنان را روایت چهارده‌گانه گفته‌اند. این چهارده نفر عبارتند از:
1. قالون: عیسی بن مینا مدنی (۱۲۰–۲۲۰ هـ. ق)
2. ورش: عثمان بن سعید مصری (۱۱۰–۱۹۷ هـ. ق)
3. بزی: ابوالحسن احمد بن محمد بن عبدالله ابی بزه، (۱۷۰–۲۳۴/۲۵۰ هـ. ق)
4. قنبل: ابوعمرو محمد بن عبدالرحمن بن محمد بن خالدبن سعید، (۱۹۵–۲۹۱ هـ. ق)
5. دوری: ابوعمر حفص بن عمربن عبدالعزیز، دوری نحوی، درگذشت به سال ۲۴۶ هـ.ق.
6. سوسی: ابوشعیب صالح بن زیاد بن عبدالله، درگذشت به سال ۲۶۱ هـ.ق.
7. هشام: ابوولید هشام بن عماربن نصیر قاضی دمشقی، درگذشت به سال ۲۴۵ هـ.ق.
8. ابن ذکوان: ابوعمر و عبدالله بن احمد بشیر بن ذکوان قرشی دمشقی (۱۷۳–۲۴۲ هـ. ق)
9. شعبة بن عیاش: ابوبکر شعبة بن عیاش بن سالم کوفی(۹۵–۱۹۳ هـ. ق)
10. حفص بن سلیمان: ابوعمرحفص بن سلیمان بن مغیره اسدی کوفی، درگذشت به سال ۱۸۰ هـ.ق.
11. خلف: ابومحمد خلف بن هشام بزاز، متوفی به سال ۲۲۹ هـ.ق.
12. خلاد: برخی او را خلید بن خالد صیرفی خوانده‌اند (درگذشت به سال ۲۲۰ هـ. ق)
13. ابوحارث: لیث بن خالد بغدادی (درگذشت به سال ۲۴۰/۲۴۶ هـ. ق)
14. حفص دوری: حَفص بن عُمَر دوری، او یکی از دو راوی قرائت ابوعمرو با واسطه ابومحمد یزیدی است. وی همچنین راوی مستقیم قرائت کسائی است. [۶]

## متن قرائات قرآن
- متن قرآن به روایت قالون از نافع
- متن قرآن به روایت ورش از نافع
- متن قرآن به روایت البزی از ابن کثیر
- متن قرآن به روایت قنبل از ابن کثیر
- متن قرآن به روایت الدوری از أبی عمرو
- متن قرآن به روایت السوسی از أبی عمرو
- متن قرآن به روایت هشام از ابن عامر
- متن قرآن به روایت ابن ذکوان از ابن عامر
- متن قرآن به روایت شعبة از عاصم
- متن قرآن به روایت حفص از عاصم
- متن قرآن به روایت خلف از حمزة
- متن قرآن به روایت خلاد از حمزة
- متن قرآن به روایت أبی الحارث از الکسائی
- متن قرآن به روایت الدوری از الکسائی
- متن قرآن به روایت ابن وردان از أبی جعفر
- متن قرآن به روایت ابن جماز از أبی جعفر
- متن قرآن به روایت رویس از یعقوب الحضرمی
- متن قرآن به روایت روح از یعقوب الحضرمی
- متن قرآن به روایت إدریس الحداد از خلف البزار
- متن قرآن به روایت إسحاق الوراق از خلف البزار

همچنین احمد نیریزی قرآنی را کتابت نموده که در حاشیه آن اختلاف قرائت قاریان هفتگانه آورده شده‌است. مؤسسه قرآنی نفیس ماندگار (عرضه‌کننده قرآن احمد نیریزی)